# Benjamin Vautier
Benjamin Vautier (1829-1898) foi um pintor e ilustrador suíço.

## Biografia
Benjamin Vautier foi filho de professor e iniciou seus estudos artístico em Genebra. No ano de 1849 ele obteve uma vaga nos estúdios do pintor Jean-Léonard Lugardon (1801-1884).